# Николаи, Антуан-Кретьен де
Граф Антуан-Кретьен де Николаи (фр. Antoine-Chrétien de Nicolaï; 12 ноября 1711, Париж — 10 марта 1777, там же) — французский военный и государственный деятель, маршал Франции.

## Биография
Младший сын Жана-Эмара де Николаи, маркиза де Гуссенвиля, и Франсуазы-Элизабет де Ламуаньон.
Первоначально именовался шевалье де Николаи. Мальтийский рыцарь (1715).
18 марта 1729 поступил корнетом в драгунский полк Николаи, которым командовал его старший брат. 14 октября 1730 получил в этом полку роту, а после отставки брата 27 июня 1731 стал командиром полка, с которым в 1733—1736 годах воевал в составе Итальянской армии. Участвовал в осадах Пиццигеттоне и Миланского замка (1733), Серравалле, Новары и Тортоны, деле при Колорно, битвах при Парме и Гуасталле и в осаде Мирандолы (1734), в осадах Гонзаги, Реджоло и Ревере (1735) и вернулся со своим полком во Францию в апреле 1736.
Бригадир (1.01.1740), служил в Нижнерейнской армии маршала Майбуа и провел зиму в Андернахе. 1 апреля 1742 назначен в ту же армию, в августе в составе 1-й дивизии выступил в поход из Вестфалии в Богемию, отличился в нескольких стычках, внес вклад в снабжение Браунау, осаду которого противник был вынужден снять. На зиму был кантонирован в Эггенфельде под началом принца Конти. Содействовал обороне этой позиции и отступлению, проведенному принцем на виду у неприятеля. В июле 1743 вернулся во Францию с армейским резервом под командованием Конти и закончил кампанию того года в Верхнем Эльзасе в частях маршала Куаньи, куда был определен 1 сентября. Внес вклад в оборону на Рейне.
1 марта 1744 был назначен в Рейнскую армию. Кампмаршал (2 мая). В качестве бригадира содействовал отвоеванию Висамбура и Лаутерских линий. Приказ о производстве был оглашен 13 августа и в тот же день Николаи сложил командование полком. Был в деле под Аугенумом 23 августа, служил при осаде Фрайбурга а зимой в Швабии и на Рейне под командованием Куаньи (приказ от 1 ноября). 1 апреля 1745 определен в Нижнерейнскую армию Конти, державшегося в обороне.
1 мая 1746 был назначен в армию принца Конти, служил в армейском корпусе Сегюра, первоначально оставленного на Маасе, а во время осады Монса двигавшегося между Самброй и Маасом на Шарлеруа. Был в траншее 2 августа, когда гренадеры, овладевшие люнетами намюрского горнверка, проникли и в сам горнверк, в результате чего губернатор сдался в тот же день. Затем в составе того же корпуса, соединившегося с основными силами, участвовал в битве при Року.
В 1747 году служил в корпусе графа де Клермона, собранном в районе Меца, и сражался в битве при Лауфельде. 15 апреля 1748 определен в Нидерландскую армию, участвовал в осаде Маастрихта. Генерал-лнйтенант армий короля (10 мая; приказ объявлен в декабре), 16 июня получил разрешение вернуться во Францию. В 1756 году был назначен губернатором Марсельской цитадели.
С началом Семилетней войны 1 марта 1757 был назначен в Германскую армию. Служил в отдельном корпусе принца де Субиза под началом маршала д'Эстре. Корпус Субиза двигался впереди основных сил, занимая города и посты с целью обеспечения наступления главной армии. После его соединения с частями д'Эстре Субиз приступил к формированию другой армии, в которой шевалье де Николаи 15 июня был назначен первым генерал-лейтенантом. Эта армия была сформирована в августе и Николаи командовал авангардом. После соединения с имперской армией принца фон Саксен-Гильдбурггаузена он 27 августа овладел Готой, с большим мужеством сражался в битве при Росбахе, где был ранен. 29 ноября поступил под командование маршала Ришельё, оставшись с отдельным корпусом Субиза, кантонированным сначала в окрестностях Ханау, а с декабря в Гессене.
16 марта 1758 был определен в ту же армию, участвовал в битве при Крефельде. Продолжил службу в Германии под командованием маршала Контада (1.05.1759), участвовал в битве при Миндене и при отступлении командовал арьергардом, в одном из боев нанеся поражение частям принца Брауншвейгского, потерявшего пятьсот человек. 31 мая 1760 был назначен командующим в провинции Эно.
24 марта 1775 был назначен маршалом Франции. В качестве одного из четырех маршалов участвовал в коронации Людовика XVI 11 июня 1775. Умер в Париже и был погребен в церкви Сен-Сюльпис.
Жена (1763): Мари-Иасента Рале де Шале, вдова Клода-Бартелеми де Бонфона, генерального сборщика доменов и лесов, и маркиза Анна-Эрара д'Авогура, бригадира армий короля. Брак бездетный